# Ong ruồi đen
Ong ruồi đen hay Ong ruồi bụng đen (danh pháp khoa học:Apis andreniformis) là một loài ong trong họ Ong mật. Loài này được Smith miêu tả khoa học năm 1858.
Loài ong này có môi trường sống tự nhiên là vùng nhiệt đới và cận nhiệt đới của Đông Nam Á.
Ong ruồi đen là loài ong mật thứ năm được mô tả trong bảy loài nổi tiếng của Apis. Cho đến gần đây, tuy nhiên, nhận dạng thực tế của loài đã được hiểu một cách không rõ ràng. Nó không được công nhận là loài riêng của nó, nhưng được xem như là một phần của loài Apis florea. Các nghiên cứu gần đây đã nhấn mạnh sự khác biệt đáng chú ý giữa các con ong và do đó đã tách chúng thành những loài riêng biệt. 

## Phân bố và môi trường sống
A. andreniformis được tìm thấy ở Đông Nam Á, cụ thể là Nam Trung Quốc, Ấn Độ, Miến Điện, Lào, Việt Nam, Thái Lan, Malaysia, Indonesia, và Philippines. Chúng thường có phạm vi phân bố trùng với loài A. florea Mặc dù phân bố theo phân bố trùng khu vực, rất hiếm khi có tổ của các loài khác nhau trong cùng một cây hoặc cây bụi. Mỗi loài có xu hướng được tìm thấy gần với tổ của loài riêng của mình chứ không phải là các loài của nó. A. andreniformis được coi là một loài đất thấp vì chúng thường gặp ở độ cao dưới 1.000 m, mặc dù chúng có thể di chuyển đến độ cao cao hơn trong mùa mưa. Tương tự, chúng được tìm thấy ở các vùng nhiệt đới và cận nhiệt đới, trong khi ong mật ong có thể được tìm thấy trong điều kiện khí hậu lạnh hơn.

## Hình ảnh

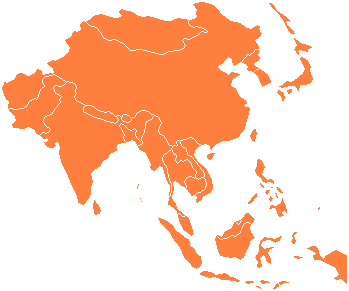